# Imma chrysoplaca
Imma chrysoplaca är en fjärilsart som beskrevs av Edward Meyrick 1906. Imma chrysoplaca ingår i släktet Imma och familjen Immidae. Inga underarter finns listade i Catalogue of Life.